# Карандаш Конте

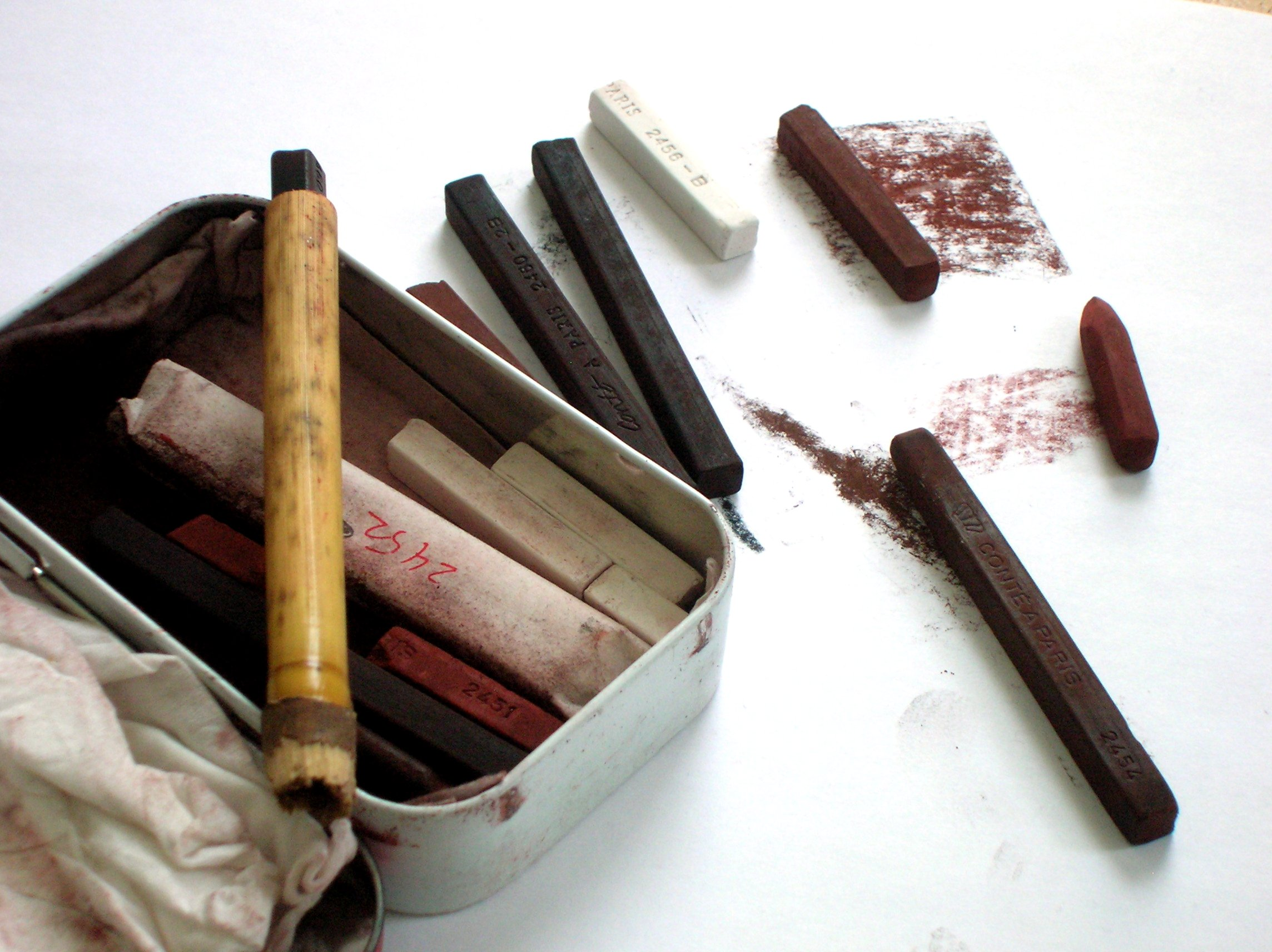

Карандаш Конте — группа художественных материалов на основе искусственного графита, применяемых в графике и живописи. Чаще всего выпускается в виде мелков или карандашей. По плотности уступает графиту, но твёрже пастели. Немного напоминает уголь. Для рисования используют специальную бумагу, шероховатый картон. Наилучшим образом проявляет все свои достоинства на цветной бумаге с текстурированной поверхностью, на которой отчетливо видны отдельные штрихи.

## История
Английский парламент ввёл в конце XVIII века строжайший запрет на вывоз графита. Художник и изобретатель Николя-Жак Конте по просьбе Национального конвента французской республики разработал новый карандаш для замещения импорта чистого графита из Англии. Изобретение запатентовано от 3 января 1795 года (патент № 32).
Вскоре после получения патента для производства карандашей была создана фирма «Conté», которая действовала до 1979 года, когда она была поглощена производителем шариковых ручек Bic.

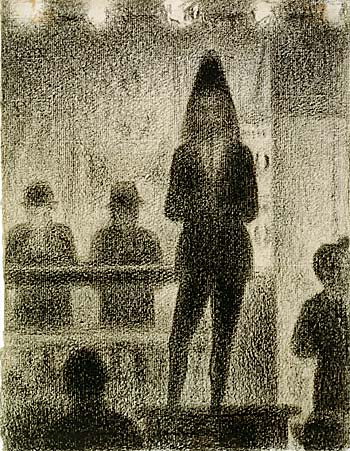
Жорж Сёра. Эскиз к картине «Парад». Карандаш Конте. 1887

Карандаш Конте состоит из глины, воды и красящего элемента, которые прессуются и подвергаются обжигу.
Выпускается в следующих цветах:
- сангина
- сепия
- бистр
- белый
- черный

Карандаш Конте следует отличать от цветных карандашей, которые также могут быть изготовлены из каолина (белой глины) и красителя.
В 1880-х годах Жорж Сёра часто использовал карандаши Конте для создания эскизов.